# Kappa Capricorni
Kappa Capricorni (κ Cap / 43 Capricorni) es una estrella en la constelación de Capricornio de magnitud aparente +4,74.
Junto a Nashira (γ Capricorni), Deneb Algedi (δ Capricorni), ε Capricorni y otras estrellas de Acuario y Piscis, en China formaban Luy Pei Chen, «el campo atrincherado».
Kappa Capricorni es una gigante amarilla de tipo espectral G8III con una temperatura efectiva de 5033 - 5038 K.
Es 87 veces más luminosa que el Sol y, como la mayor parte de las estrellas de nuestro entorno, es una estrella del disco fino.
Su radio, calculado mediante modelos teóricos, es 12 veces más grande que el radio solar, mientras que la medida directa de su diámetro angular en una ocultación lunar (1,80 ± 0,30 milisegundos de arco) conduce a un radio 17 veces mayor que el del Sol.
Gira sobre sí misma con una velocidad de rotación proyectada de 3,7 km/s.
Kappa Capricorni exhibe una metalicidad —abundancia relativa de elementos más pesados que el helio— notablemente inferior a la del Sol ([Fe/H] = -0,43), prácticamente un tercio de la de nuestra estrella.
Tiene una masa estimada de casi tres masas solares y una edad entre 340 y 560 millones de años.
Se encuentra a 294 años luz (90 pársecs) de distancia del sistema solar.